# Antonio Barbosa
António Barbosa (1594-1647) là một linh mục, tu sĩ dòng Tên người Bồ Đào Nha sang Việt Nam truyền đạo Công giáo vào thế kỷ 17. Ông là một trong những người có đóng góp quan trọng trong lịch sử hình thành chữ Quốc ngữ.

## Hoạt động truyền giáo
Ông sinh tại Arrifana de Souza nay là Penafiel gần Porto, miền bắc Bồ Đào Nha. Ông gia nhập Dòng Tên năm 1624. Ông đáp thuyền đến Đàng Ngoài cuối tháng 4 năm 1636. Vì mắc bệnh, vào tháng 5 năm 1642 ông trở về Ma Cao. Trên đường về châu Âu ông mất ở Goa.

## Đóng góp ngữ học
Giáo sĩ Barbosa theo thư tịch để lại có viết một số cartinhas, tức những bài luận ngắn về đạo Công giáo bằng chữ Quốc ngữ để các học sinh người Việt dùng để học đạo. Do đó ông góp phần trong việc định chế và hoàn chỉnh lối chữ này vào thời kỳ phôi thai. Điều đáng ghi nhận là những bài viết trên cartinhas của Barbosa nhắm vào người Việt là độc giả để họ học giáo lý và học tiếng Bồ trong khi các giáo sĩ thời đó phần lớn chú tâm đến việc soạn sách cho người Tây phương học tiếng Việt. Barbosa đã soạn thảo cuốn từ điển song ngữ Bồ-Việt (Diccionário português-anamita), có lẽ khi còn ở Đàng Ngoài. Trong lời tựa cuốn Từ điển Việt-Bồ-La in năm 1651, chính giáo sĩ Đắc Lộ đã tri ân công lao và đóng góp của các giáo sĩ Dòng Tên khác, đặc biệt là hai cuốn từ điển của Barbosa và Gaspar do Amaral.